# Liste der Nummer-eins-Hits in Neuseeland (2020)
Dies ist eine Liste der Nummer-eins-Hits in Neuseeland im Jahr 2020. Sie basiert auf den offiziellen Single und Album Top 40, die im Auftrag von Recorded Music NZ, dem neuseeländischen Vertreter der IFPI, ermittelt werden.

## Singles
| ← 2019 ← | Liste der Nummer-eins-Hits in Neuseeland | Liste der Nummer-eins-Hits in Neuseeland | Liste der Nummer-eins-Hits in Neuseeland                                                                                  | 2021 →                    |
| \| Zeitraum \| Wo. ges. \| Interpret \| Titel Autor(en) \| Zusätzliche Informationen \| \| (Zeitraum, Wochen auf Platz eins, Interpret, Titel, Autor[en], zusätzliche Informationen) \| \| \| \| \| \| ----------------------------------------------------------------------------------------- \| -------- \| --------------------------------- \| ------------------------------------------------------------------------------------------------------------------------- \| ------------------------- \| \| 30. Dezember 2019 – 5. Januar 2020 1 Woche (insgesamt 4) \| 4 \| Mariah Carey \| All I Want for Christmas Is You Walter N. Afanasieff, Mariah Carey \| – \| \| 6. Januar 2020 – 19. Januar 2020 2 Wochen (insgesamt 10) \| 10 \| Tones and I \| Dance Monkey Toni Watson \| – \| \| 20. Januar 2020 – 2. Februar 2020 2 Wochen \| 2 \| Justin Bieber \| Yummy Justin Bieber, Ashley Boyd, Daniel Hackett, Jason Boyd, Leon Hlabathi, Sasha Sitora, Noah Sammak \| – \| \| 3. Februar 2020 – 23. Februar 2020 3 Wochen \| 3 \| Roddy Ricch \| The Box Rodrick Wayne Moore Jr., Samuel Gloade \| – \| \| 24. Februar 2020 – 8. März 2020 2 Wochen \| 2 \| Justin Bieber feat. Quavo \| Intentions Justin Bieber, Quavious Marshall, Jason Boyd, Dominic Jordan, Jimmy Giannos \| – \| \| 9. März 2020 – 29. März 2020 3 Wochen \| 3 \| L.A.B. \| In the Air \| – \| \| 30. März 2020 – 19. April 2020 3 Wochen (insgesamt 4) \| 4 \| The Weeknd \| Blinding Lights Abel Tesfaye, Ahmad Balshe, Jason Quenneville, Max Martin, Oscar Holter \| – \| \| 20. April 2020 – 26. April 2020 1 Woche \| 1 \| Drake \| Toosie Slide Aubrey Graham, Ozan Yildirim \| – \| \| 27. April 2020 – 3. Mai 2020 1 Woche (insgesamt 4) \| 4 \| The Weeknd \| Blinding Lights Abel Tesfaye, Ahmad Balshe, Jason Quenneville, Max Martin, Oscar Holter \| – \| \| 4. Mai 2020 – 17. Mai 2020 2 Wochen \| 2 \| Saint Jhn \| Roses (Imanbek Remix) Carlos St. John Phillips, Lee Stanshenko \| – \| \| 18. Mai 2020 – 24. Mai 2020 1 Woche \| 1 \| Ariana Grande & Justin Bieber \| Stuck with U Ariana Grande, Justin Bieber, Gian Stone, Whitney Phillips, Skyler Stonestreet, Freddy Wexler, Scooter Braun \| – \| \| 25. Mai 2020 – 28. Juni 2020 5 Wochen \| 5 \| DaBaby feat. Roddy Ricch \| Rockstar Jonathan Kirk, Rodrick Moore Jr., Ross Portaro IV \| – \| \| 29. Juni 2020 – 23. August 2020 8 Wochen \| 8 \| Jawsh 685 & Jason Derulo \| Savage Love (Laxed – Siren Beat) Jacob Kasher Hindlin, Jason Derulo, Joshua Nanai, Philippe Greiss \| – \| \| 24. August 2020 – 4. Oktober 2020 6 Wochen \| 6 \| Cardi B feat. Megan Thee Stallion \| WAP Belcalis Almanzar, Megan Pete, James Foye III, Austin Owens, Frank Rodriguez \| – \| \| 5. Oktober 2020 – 1. November 2020 4 Wochen (insgesamt 7) \| 7 \| 24kGoldn feat. Iann Dior \| Mood Golden Von Jones, Michael Olmo, Keegan Bach, Omer Fedi, Blake Slatkin \| – \| \| 2. November 2020 – 15. November 2020 2 Wochen \| 2 \| Ariana Grande \| Positions Angelina Barrett, Tommy Brown, Nija Charles, Steven Franks, Ariana Grande, London Tyler Holmes, James Jarvis \| – \| \| 16. November 2020 – 22. November 2020 1 Woche (insgesamt 7) \| 7 \| 24kGoldn feat. Iann Dior \| Mood Golden Von Jones, Michael Olmo, Keegan Bach, Omer Fedi, Blake Slatkin \| – \| \| 23. November 2020 – 29. November 2020 1 Woche \| 1 \| Billie Eilish \| Therefore I Am Billie Eilish, Finneas O’Connell \| – \| \| 30. November 2020 – 13. Dezember 2020 2 Wochen (insgesamt 7) \| 7 \| 24kGoldn feat. Iann Dior \| Mood Golden Von Jones, Michael Olmo, Keegan Bach, Omer Fedi, Blake Slatkin \| – \| \| 14. Dezember 2020 – 17. Januar 2021 5 Wochen \| 5 \| L.A.B. \| Why Oh Why Ara Adams-Tamatea, Brad Kora, Joel Shadbolt, Miharo Gregory, Stu Kora \| – \| |                                          |                                          | |                           |
| ← 2019 |                                          |                                          | | → 2021 →                  |
| Zeitraum | Wo. ges.                                 | Interpret                                | Titel Autor(en) | Zusätzliche Informationen |
| (Zeitraum, Wochen auf Platz eins, Interpret, Titel, Autor[en], zusätzliche Informationen) |                                          |                                          | |                           |
| 30. Dezember 2019 – 5. Januar 2020 1 Woche (insgesamt 4) | 4                                        | Mariah Carey                             | All I Want for Christmas Is You Walter N. Afanasieff, Mariah Carey                                                        | –                         |
| 6. Januar 2020 – 19. Januar 2020 2 Wochen (insgesamt 10) | 10                                       | Tones and I                              | Dance Monkey Toni Watson                                                                                                  | –                         |
| 20. Januar 2020 – 2. Februar 2020 2 Wochen | 2                                        | Justin Bieber                            | Yummy Justin Bieber, Ashley Boyd, Daniel Hackett, Jason Boyd, Leon Hlabathi, Sasha Sitora, Noah Sammak                    | –                         |
| 3. Februar 2020 – 23. Februar 2020 3 Wochen | 3                                        | Roddy Ricch                              | The Box Rodrick Wayne Moore Jr., Samuel Gloade                                                                            | –                         |
| 24. Februar 2020 – 8. März 2020 2 Wochen | 2                                        | Justin Bieber feat. Quavo                | Intentions Justin Bieber, Quavious Marshall, Jason Boyd, Dominic Jordan, Jimmy Giannos                                    | –                         |
| 9. März 2020 – 29. März 2020 3 Wochen | 3                                        | L.A.B.                                   | In the Air | –                         |
| 30. März 2020 – 19. April 2020 3 Wochen (insgesamt 4) | 4                                        | The Weeknd                               | Blinding Lights Abel Tesfaye, Ahmad Balshe, Jason Quenneville, Max Martin, Oscar Holter                                   | –                         |
| 20. April 2020 – 26. April 2020 1 Woche | 1                                        | Drake                                    | Toosie Slide Aubrey Graham, Ozan Yildirim                                                                                 | –                         |
| 27. April 2020 – 3. Mai 2020 1 Woche (insgesamt 4) | 4                                        | The Weeknd                               | Blinding Lights Abel Tesfaye, Ahmad Balshe, Jason Quenneville, Max Martin, Oscar Holter                                   | –                         |
| 4. Mai 2020 – 17. Mai 2020 2 Wochen | 2                                        | Saint Jhn                                | Roses (Imanbek Remix) Carlos St. John Phillips, Lee Stanshenko                                                            | –                         |
| 18. Mai 2020 – 24. Mai 2020 1 Woche | 1                                        | Ariana Grande & Justin Bieber            | Stuck with U Ariana Grande, Justin Bieber, Gian Stone, Whitney Phillips, Skyler Stonestreet, Freddy Wexler, Scooter Braun | –                         |
| 25. Mai 2020 – 28. Juni 2020 5 Wochen | 5                                        | DaBaby feat. Roddy Ricch                 | Rockstar Jonathan Kirk, Rodrick Moore Jr., Ross Portaro IV                                                                | –                         |
| 29. Juni 2020 – 23. August 2020 8 Wochen | 8                                        | Jawsh 685 & Jason Derulo                 | Savage Love (Laxed – Siren Beat) Jacob Kasher Hindlin, Jason Derulo, Joshua Nanai, Philippe Greiss                        | –                         |
| 24. August 2020 – 4. Oktober 2020 6 Wochen | 6                                        | Cardi B feat. Megan Thee Stallion        | WAP Belcalis Almanzar, Megan Pete, James Foye III, Austin Owens, Frank Rodriguez                                          | –                         |
| 5. Oktober 2020 – 1. November 2020 4 Wochen (insgesamt 7) | 7                                        | 24kGoldn feat. Iann Dior                 | Mood Golden Von Jones, Michael Olmo, Keegan Bach, Omer Fedi, Blake Slatkin                                                | –                         |
| 2. November 2020 – 15. November 2020 2 Wochen | 2                                        | Ariana Grande                            | Positions Angelina Barrett, Tommy Brown, Nija Charles, Steven Franks, Ariana Grande, London Tyler Holmes, James Jarvis    | –                         |
| 16. November 2020 – 22. November 2020 1 Woche (insgesamt 7) | 7                                        | 24kGoldn feat. Iann Dior                 | Mood Golden Von Jones, Michael Olmo, Keegan Bach, Omer Fedi, Blake Slatkin                                                | –                         |
| 23. November 2020 – 29. November 2020 1 Woche | 1                                        | Billie Eilish                            | Therefore I Am Billie Eilish, Finneas O’Connell                                                                           | –                         |
| 30. November 2020 – 13. Dezember 2020 2 Wochen (insgesamt 7) | 7                                        | 24kGoldn feat. Iann Dior                 | Mood Golden Von Jones, Michael Olmo, Keegan Bach, Omer Fedi, Blake Slatkin                                                | –                         |
| 14. Dezember 2020 – 17. Januar 2021 5 Wochen | 5                                        | L.A.B.                                   | Why Oh Why Ara Adams-Tamatea, Brad Kora, Joel Shadbolt, Miharo Gregory, Stu Kora                                          | –                         |

## Alben
| ← 2019 ← | Liste der Nummer-eins-Hits in Neuseeland | Liste der Nummer-eins-Hits in Neuseeland | Liste der Nummer-eins-Hits in Neuseeland | 2021 →                    |
| \| Zeitraum \| Wo. ges. \| Interpret \| Titel \| Zusätzliche Informationen \| \| (Zeitraum, Wochen auf Platz eins, Interpret, Titel, zusätzliche Informationen) \| \| \| \| \| \| ------------------------------------------------------------------------------ \| -------- \| ----------------- \| ------------------------------------- \| ------------------------- \| \| 23. Dezember 2019 – 5. Januar 2020 2 Wochen \| 2 \| Harry Styles \| Fine Line \| – \| \| 6. Januar 2020 – 26. Januar 2020 3 Wochen (insgesamt 37) \| 37 \| Six60 \| Six60 (3) \| – \| \| 27. Januar 2020 – 2. Februar 2020 1 Woche \| 1 \| Eminem \| Music to Be Murdered By \| – \| \| 3. Februar 2020 – 1. März 2020 4 Wochen (insgesamt 37) \| 37 \| Six60 \| Six60 (3) \| – \| \| 2. März 2020 – 8. März 2020 1 Woche \| 1 \| BTS \| Map of the Soul: 7 \| – \| \| 9. März 2020 – 29. März 2020 3 Wochen (insgesamt 37) \| 37 \| Six60 \| Six60 (3) \| – \| \| 30. März 2020 – 5. April 2020 1 Woche \| 1 \| The Weeknd \| After Hours \| – \| \| 6. April 2020 – 12. April 2020 1 Woche \| 1 \| Dua Lipa \| Future Nostalgia \| – \| \| 13. April 2020 – 10. Mai 2020 4 Wochen (insgesamt 37) \| 37 \| Six60 \| Six60 (3) \| – \| \| 11. Mai 2020 – 17. Mai 2020 1 Woche \| 1 \| Drake \| Dark Lane Demo Tapes \| – \| \| 18. Mai 2020 – 24. Mai 2020 1 Woche (insgesamt 37) \| 37 \| Six60 \| Six60 (3) \| – \| \| 25. Mai 2020 – 31. Mai 2020 1 Woche (insgesamt 2) \| 2 \| Blindspott \| Blindspott \| – \| \| 1. Juni 2020 – 7. Juni 2020 1 Woche (insgesamt 37) \| 37 \| Six60 \| Six60 (3) \| – \| \| 8. Juni 2020 – 14. Juni 2020 1 Woche \| 1 \| Lady Gaga \| Chromatica \| – \| \| 15. Juni 2020 – 28. Juni 2020 2 Wochen (insgesamt 37) \| 37 \| Six60 \| Six60 (3) \| – \| \| 29. Juni 2020 – 5. Juli 2020 1 Woche \| 1 \| Bob Dylan \| Rough and Rowdy Ways \| – \| \| 6. Juli 2020 – 12. Juli 2020 1 Woche (insgesamt 37) \| 37 \| Six60 \| Six60 (3) \| – \| \| 13. Juli 2020 – 19. Juli 2020 1 Woche (insgesamt 10) \| 10 \| Pop Smoke \| Shoot for the Stars, Aim for the Moon \| – \| \| 20. Juli 2020 – 2. August 2020 2 Wochen \| 2 \| Juice Wrld \| Legends Never Die \| – \| \| 3. August 2020 – 9. August 2020 1 Woche (insgesamt 2) \| 2 \| Taylor Swift \| Folklore \| – \| \| 10. August 2020 – 16. August 2020 1 Woche \| 1 \| Split Enz \| True Colours: 40th Anniversary Mix \| – \| \| 17. August 2020 – 23. August 2020 1 Woche (insgesamt 2) \| 2 \| Taylor Swift \| Folklore \| – \| \| 24. August 2020 – 11. Oktober 2020 7 Wochen (insgesamt 10) \| 10 \| Pop Smoke \| Shoot for the Stars, Aim for the Moon \| – \| \| 12. Oktober 2020 – 18. Oktober 2020 1 Woche \| 1 \| Blackpink \| The Album \| – \| \| 19. Oktober 2020 – 1. November 2020 2 Wochen (insgesamt 10) \| 10 \| Pop Smoke \| Shoot for the Stars, Aim for the Moon \| – \| \| 2. November 2020 – 8. November 2020 1 Woche \| 1 \| Bruce Springsteen \| Letter to You \| – \| \| 9. November 2020 – 22. November 2020 2 Wochen \| 2 \| Ariana Grande \| Positions \| – \| \| 23. November 2020 – 29. November 2020 1 Woche \| 1 \| AC/DC \| Power Up \| – \| \| 30. November 2020 – 6. Dezember 2020 1 Woche \| 1 \| BTS \| Be \| – \| \| 7. Dezember 2020 – 13. Dezember 2020 1 Woche (insgesamt 37) \| 37 \| Six60 \| Six60 (3) \| – \| \| 14. Dezember 2020 – 20. Dezember 2020 1 Woche (insgesamt 16) \| 16 \| Michael Bublé \| Christmas \| – \| \| 21. Dezember 2020 – 27. Dezember 2020 1 Woche \| 1 \| Taylor Swift \| Evermore \| – \| \| 28. Dezember 2020 – 3. Januar 2021 1 Woche (insgesamt 3) \| 3 \| L.A.B. \| L.A.B. IV \| – \| |                                          |                                          |                                          |                           |
| ← 2019 |                                          |                                          |                                          | → 2021 →                  |
| Zeitraum | Wo. ges.                                 | Interpret                                | Titel                                    | Zusätzliche Informationen |
| (Zeitraum, Wochen auf Platz eins, Interpret, Titel, zusätzliche Informationen) |                                          |                                          |                                          |                           |
| 23. Dezember 2019 – 5. Januar 2020 2 Wochen | 2                                        | Harry Styles                             | Fine Line                                | –                         |
| 6. Januar 2020 – 26. Januar 2020 3 Wochen (insgesamt 37) | 37                                       | Six60                                    | Six60 (3)                                | –                         |
| 27. Januar 2020 – 2. Februar 2020 1 Woche | 1                                        | Eminem                                   | Music to Be Murdered By                  | –                         |
| 3. Februar 2020 – 1. März 2020 4 Wochen (insgesamt 37) | 37                                       | Six60                                    | Six60 (3)                                | –                         |
| 2. März 2020 – 8. März 2020 1 Woche | 1                                        | BTS                                      | Map of the Soul: 7                       | –                         |
| 9. März 2020 – 29. März 2020 3 Wochen (insgesamt 37) | 37                                       | Six60                                    | Six60 (3)                                | –                         |
| 30. März 2020 – 5. April 2020 1 Woche | 1                                        | The Weeknd                               | After Hours                              | –                         |
| 6. April 2020 – 12. April 2020 1 Woche | 1                                        | Dua Lipa                                 | Future Nostalgia                         | –                         |
| 13. April 2020 – 10. Mai 2020 4 Wochen (insgesamt 37) | 37                                       | Six60                                    | Six60 (3)                                | –                         |
| 11. Mai 2020 – 17. Mai 2020 1 Woche | 1                                        | Drake                                    | Dark Lane Demo Tapes                     | –                         |
| 18. Mai 2020 – 24. Mai 2020 1 Woche (insgesamt 37) | 37                                       | Six60                                    | Six60 (3)                                | –                         |
| 25. Mai 2020 – 31. Mai 2020 1 Woche (insgesamt 2) | 2                                        | Blindspott                               | Blindspott                               | –                         |
| 1. Juni 2020 – 7. Juni 2020 1 Woche (insgesamt 37) | 37                                       | Six60                                    | Six60 (3)                                | –                         |
| 8. Juni 2020 – 14. Juni 2020 1 Woche | 1                                        | Lady Gaga                                | Chromatica                               | –                         |
| 15. Juni 2020 – 28. Juni 2020 2 Wochen (insgesamt 37) | 37                                       | Six60                                    | Six60 (3)                                | –                         |
| 29. Juni 2020 – 5. Juli 2020 1 Woche | 1                                        | Bob Dylan                                | Rough and Rowdy Ways                     | –                         |
| 6. Juli 2020 – 12. Juli 2020 1 Woche (insgesamt 37) | 37                                       | Six60                                    | Six60 (3)                                | –                         |
| 13. Juli 2020 – 19. Juli 2020 1 Woche (insgesamt 10) | 10                                       | Pop Smoke                                | Shoot for the Stars, Aim for the Moon    | –                         |
| 20. Juli 2020 – 2. August 2020 2 Wochen | 2                                        | Juice Wrld                               | Legends Never Die                        | –                         |
| 3. August 2020 – 9. August 2020 1 Woche (insgesamt 2) | 2                                        | Taylor Swift                             | Folklore                                 | –                         |
| 10. August 2020 – 16. August 2020 1 Woche | 1                                        | Split Enz                                | True Colours: 40th Anniversary Mix       | –                         |
| 17. August 2020 – 23. August 2020 1 Woche (insgesamt 2) | 2                                        | Taylor Swift                             | Folklore                                 | –                         |
| 24. August 2020 – 11. Oktober 2020 7 Wochen (insgesamt 10) | 10                                       | Pop Smoke                                | Shoot for the Stars, Aim for the Moon    | –                         |
| 12. Oktober 2020 – 18. Oktober 2020 1 Woche | 1                                        | Blackpink                                | The Album                                | –                         |
| 19. Oktober 2020 – 1. November 2020 2 Wochen (insgesamt 10) | 10                                       | Pop Smoke                                | Shoot for the Stars, Aim for the Moon    | –                         |
| 2. November 2020 – 8. November 2020 1 Woche | 1                                        | Bruce Springsteen                        | Letter to You                            | –                         |
| 9. November 2020 – 22. November 2020 2 Wochen | 2                                        | Ariana Grande                            | Positions                                | –                         |
| 23. November 2020 – 29. November 2020 1 Woche | 1                                        | AC/DC                                    | Power Up                                 | –                         |
| 30. November 2020 – 6. Dezember 2020 1 Woche | 1                                        | BTS                                      | Be                                       | –                         |
| 7. Dezember 2020 – 13. Dezember 2020 1 Woche (insgesamt 37) | 37                                       | Six60                                    | Six60 (3)                                | –                         |
| 14. Dezember 2020 – 20. Dezember 2020 1 Woche (insgesamt 16) | 16                                       | Michael Bublé                            | Christmas                                | –                         |
| 21. Dezember 2020 – 27. Dezember 2020 1 Woche | 1                                        | Taylor Swift                             | Evermore                                 | –                         |
| 28. Dezember 2020 – 3. Januar 2021 1 Woche (insgesamt 3) | 3                                        | L.A.B.                                   | L.A.B. IV                                | –                         |